# Introd
 Introd  Olaszország Valle d’Aosta régiójának egy községe. II. János Pál és XVI. benedek  pápa nyári üdülőhelyeként ismert.

## Földrajza

Introd Valle d'Aosta térképén

A vele szomszédos települések: Arvier, Rhêmes-Saint-Georges, Valsavarenche, Villeneuve.

## Látnivalók
- Introd kastélya : köralapú, közepén egy toronnyal.

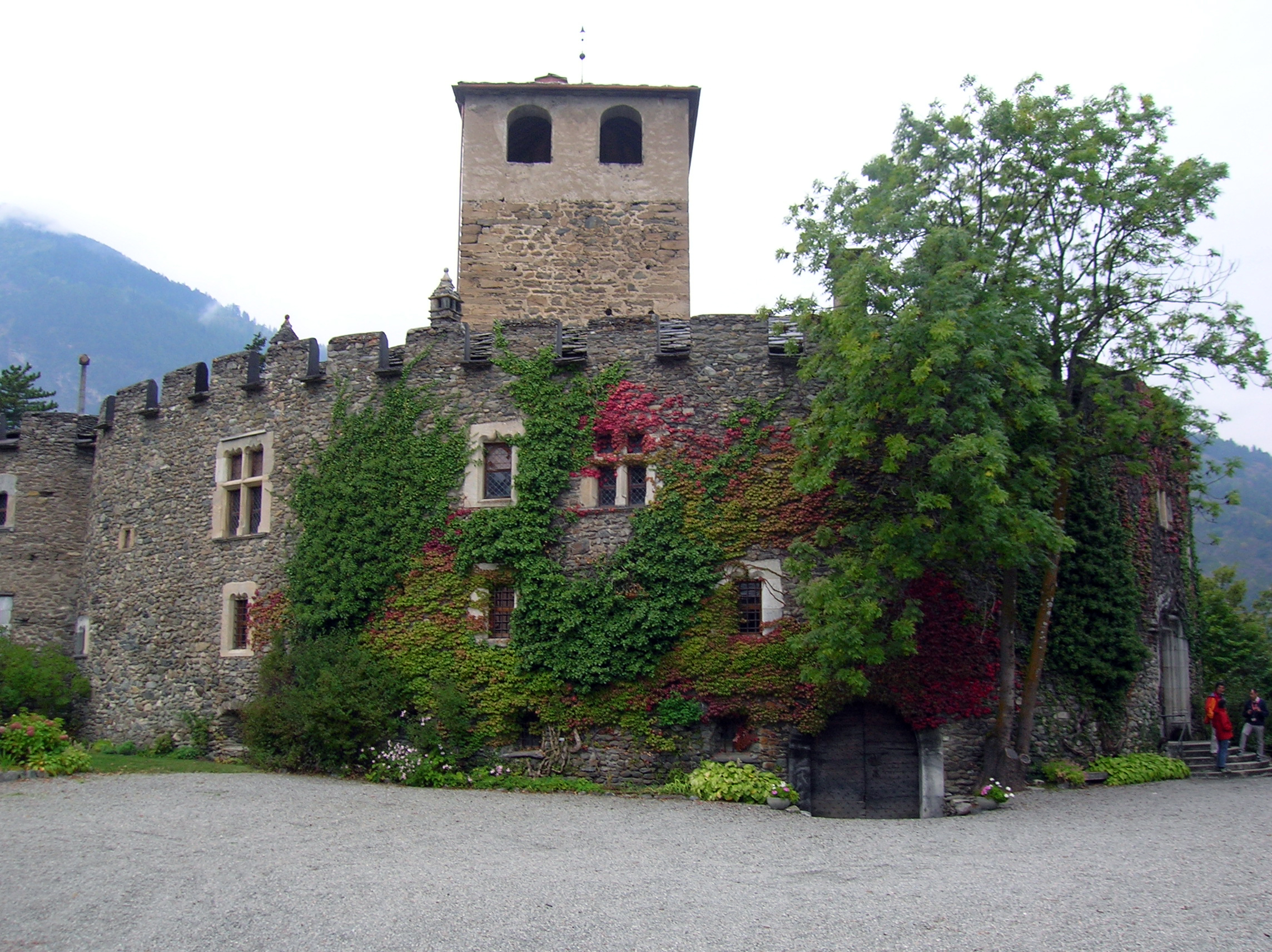
Introd kastélya